# Rabdophaga
Rabdophaga (лат.) — род двукрылых из семейства Галлицы (Cecidomyiidae). Вызывают образование галлов. Известно более 70 видов.

## Распространение
Голарктика. Встречаются в Европе, Азии, Северной Африке и Северной Америке.

## Биология
Встречается на листьях разных видов растений, в том числе на представителях рода ива, например, на белой иве (Salix alba), козьей иве (Salix caprea), иве пепельной (Salix cinerea), европейской волчниковой или фиалковой иве (Salix daphnoides), оливковой иве (Salix elaeagnos) и пурпурной иве (Salix purpurea) и иве прутовидной (Salix viminalis). Вид R. giraudiana встречается на тополях (Populus sp.)

## Описание
Мелкие длинноусые двукрылые (2—5 мм). Крыловая жилка R4+5 прямая или немного изогнутая, соединяется с краем крыла около его вершины. Щупики 4-члениковые. Яйцеклад длинный, выдвижной.

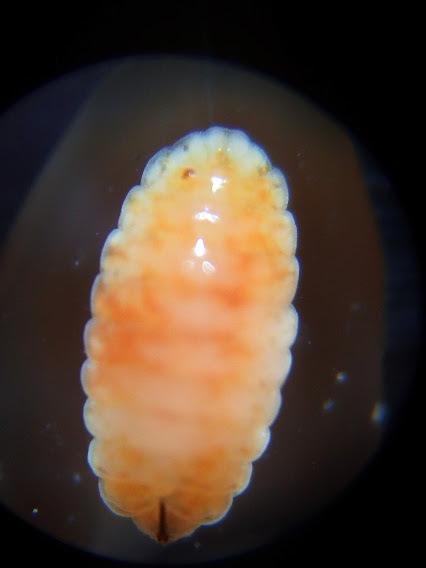
Личинка
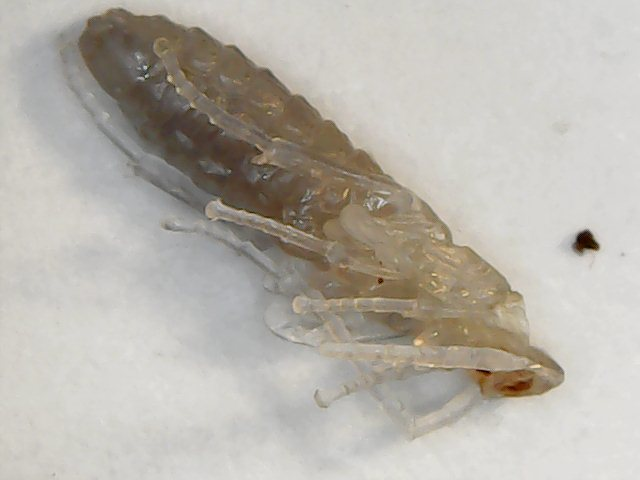
Нимфа
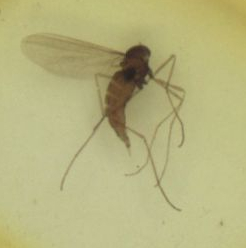
Имаго

## Таксономия
Описано более 70 видов.
Род был впервые описан в 1847 году английским энтомологом Джоном Обадия Вествудом (1805—1893). В более старой литературе название этого рода часто пишется как Rhabdophaga. С точки зрения грамматики это, безусловно, имеет смысл (это комбинация двух греческих слов, означающих «питаться ветками»), но самое старое, а значит, валидное написание — без буквы «h».
- Rabdophaga absobrina (Felt, 1907)
- Rabdophaga albipennis (Loew, 1850)
- Rabdophaga auritae
- Rabdophaga californica (Felt, 1908)
- Rabdophaga caulicola (Felt, 1909)
- Rabdophaga cephalanthi (Felt, 1908)
- Rabdophaga cinerearum
- Rabdophaga clausilia (Bremi, 1847)
- Rabdophaga clavifex (Kieffer 1891)[11][12]
- Rabdophaga consobrina (Felt, 1907)
- Rabdophaga degeerii (Bremi, 1847)
- Rabdophaga deletrix (Rübsaamen, 1916)
- Rabdophaga dubiosa (Kieffer, 1913)
- Rabdophaga essigi (Felt, 1926)
- Rabdophaga exsiccans (Rübsaamen, 1916)
- Rabdophaga frater (Cockerell, 1890)
- Rabdophaga gemmae (Felt, 1908)
- Rabdophaga gemmicola (Kieffer, 1896)
- Rabdophaga gemmicolata
- Rabdophaga giraudiana (Kieffer, 1898)
- Rabdophaga globosa (Felt, 1908)
- Rabdophaga heterobia (Loew 1850)[13]
- Rabdophaga hildebrandi (Felt, 1928)
- Rabdophaga insignis (Kieffer, 1906)
- Rabdophaga iteobia (Kieffer, 1890)
- Rabdophaga iteophila (Loew 1850)
- Rabdophaga jaapi (Rübsaamen, 1916)
- Rabdophaga justini (Barnes, 1935)
- Rabdophaga karschi (Kieffer, 1891)
- Rabdophaga latebrosa (Felt, 1909)
- Rabdophaga latipennis (Felt, 1908)
- Rabdophaga lattkei (Stelter 1994)[14]
- Rabdophaga lindhardti (Stelter 1989)
- Rabdophaga marginemtorquens (Bremi, 1847)
- Rabdophaga nervorum (Kieffer, 1895)
- Rabdophaga nielsenii (Kieffer, 1906)
- Rabdophaga normaniana (Felt, 1908)
- Rabdophaga occidentalis (Felt, 1908)
- Rabdophaga occidua (Gagne, 1989)
- Rabdophaga oculiperda[15]
- Rabdophaga oleiperda (Guercio, 1918)
- Rabdophaga palliumparens (Stelter, 1977)
- Rabdophaga perocculta (Cockerell, 1904)
- Rabdophaga persimilis (Felt, 1908)
- Rabdophaga pierreana  (Kieffer, 1909)
- Rabdophaga pierrei (Kieffer, 1896)
- Rabdophaga podagrae (Felt, 1908)
- Rabdophaga populi (Felt, 1907)
- Rabdophaga porrecta (Felt, 1915)
- Rabdophaga pulvini  (Kieffer, 1891)
- Rabdophaga purpureaperda (Barnes, 1935)
- Rabdophaga ramuscula (Felt, 1908)
- Rabdophaga repenticornua (Bland, 2001)[16]
- Rabdophaga repentiperda (Stelter, 1982)
- Rabdophaga repentis
- Rabdophaga rigidae (Osten Sacken, 1862)
- Rabdophaga rosacea (Felt, 1908)
- Rabdophaga rosaeformis (Kovalev, 1967)
- Rabdophaga rosaria (Loew, 1850)[17]
- Rabdophaga rosariella (Kieffer, 1897)[18]
- Rabdophaga roskami (Stelter, 1989)[19]
- Rabdophaga salicifoliae (Shinji, 1942)
- Rabdophaga saliciperda (Dufour, 1841)
- Rabdophaga salicis (Schrank, 1803)
- Rabdophaga salicisbatatas (Osten Sacken, 1878)
- Rabdophaga salicisbrassicoides  (Packard, 1869)
- Rabdophaga saliciscornu (Osten Sacken, 1878)
- Rabdophaga salsolata Gagne, 2004
- Rabdophaga santolinae (Tavares, 1902)
- Rabdophaga schicki (Stelter, 1982)
- Rabdophaga schreiteri (Stelter 1982)
- Rabdophaga schwangarti (Rübsaamen, 1916)
- Rabdophaga setubalensis (Tavares, 1902)
- Rabdophaga sodalitatis (Felt, 1908)
- Rabdophaga strobilina (Bremi, 1847)
- Rabdophaga strobiloides (Osten Sacken, 1862)
- Rabdophaga terminalis (Loew 1850)[13]
- Rabdophaga timberlakei (Felt, 1916)
- Rabdophaga triandraperda (Barnes, 1935)
- Rabdophaga tumidosae(Felt, 1908)
- Rabdophaga vigemmae (Stelter, 1989)[20]
- Rabdophaga viminalis (Westwood, 1847)[19]
- Rabdophaga viva (Rapp, 1946)
- Rabdophaga walshii (Felt, 1908)